# Арно (Псковска област)
Арно (рус. Арно) малено је слатководно језеро глацијалног порекла смештено на крајњем северозападу Опочког рејона, на југозападу Псковске области у Русији. Језеро се налази у басену реке Алоље, његове једине отоке преко које је повезано са басеном Великаје и Балтичким морем.
Акваторија језера обухвата површину од свега 0,39 км² (38,9 хектара). Максимална дубина језера је до 8 метара, односно просечна од око 5 метара. Ка језеру се одводњава подручје површине 6,1 км². Површина језера лежи на надморској висини од 246 метара, на западним обронцима Бежаничког побрђа.
На западној обали језера лежи село Дудино.